# 北陸新幹線敦賀以西のルート選定
北陸新幹線敦賀以西のルート選定（ほくりくしんかんせんつるがいせいのルートせんてい）では、北陸新幹線のうち、福井県敦賀市の敦賀駅から大阪市までのルート選定に関する議論について記す。

## 概要

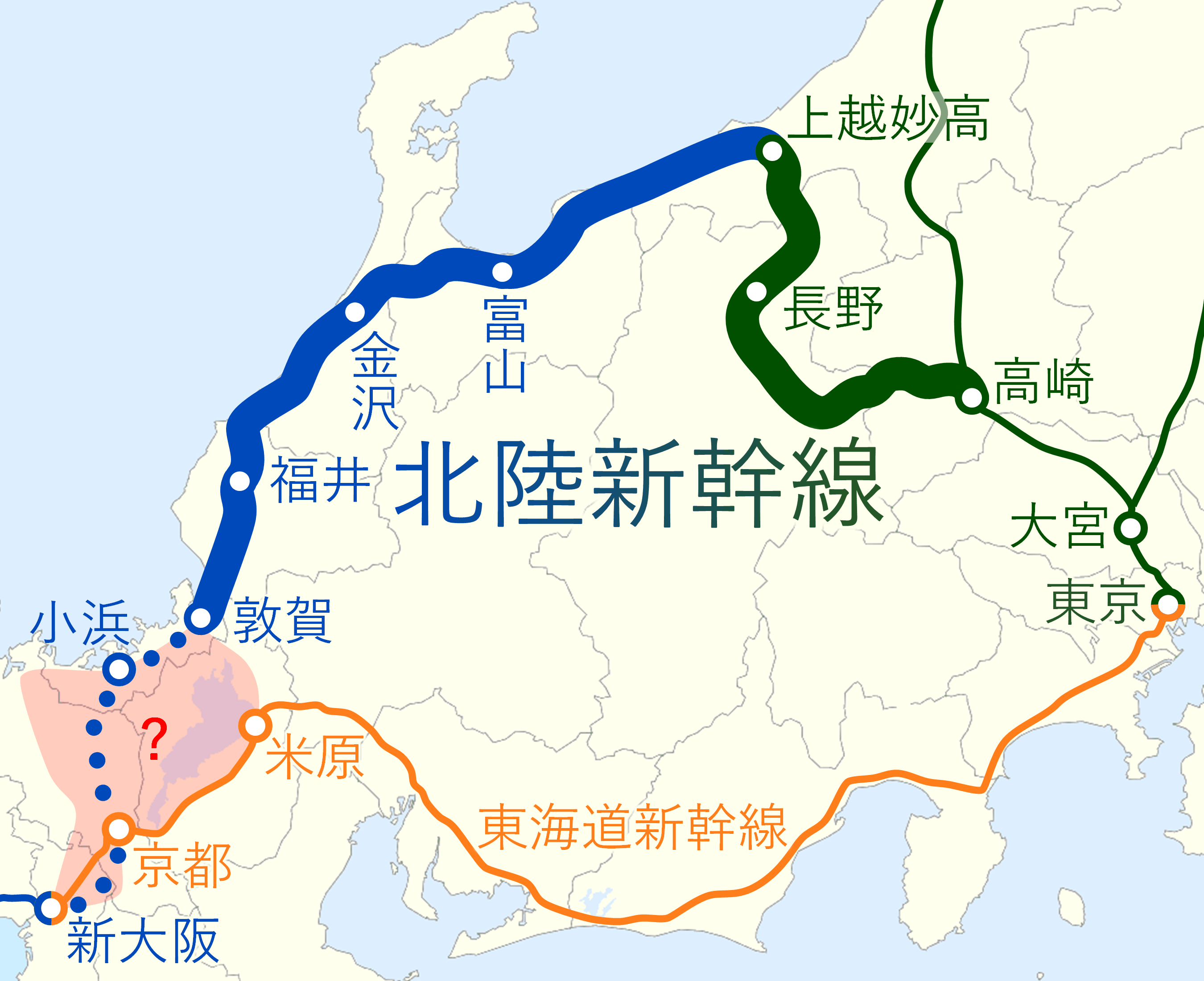
北陸新幹線の路線図

北陸新幹線は、1973年（昭和48年）に全国新幹線鉄道整備法（全幹法）に基づき、「高崎市付近・長野市付近・小浜市付近を経由し東京と大阪を結ぶ路線」として整備計画が決定された。このうち、東京駅から金沢駅が2015年までに順次開業し、金沢駅から敦賀駅は2024年3月16日に開業した。
残る敦賀駅から大阪に至るルートの選定に当たり、整備計画通り小浜市を経由するか、あるいは敦賀から大阪方面へと短絡する琵琶湖西岸または東岸を通るか、さらに京都府北部や関西文化学術研究都市を経由するか、複数の案が取りざたされ、福井県、京都府、滋賀県による誘致活動に加え、山陰新幹線構想、開業を急ぐ関西広域連合や経済界、営業主体の西日本旅客鉄道（JR西日本）の意見など、2012年に敦賀以東のルートが着工して以降、議論が続けられた。
2016年12月、与党整備新幹線建設推進プロジェクトチーム（以下「与党PT」）の下に設置の検討委員会（委員長西田昌司）は、敦賀駅 - 京都間を福井県小浜市から南下して京都駅につなぐ「小浜・京都ルート」が適切とする中間報告をまとめ、京都 - 大阪間は京都府南部を経由する「南回り案」を2017年3月7日に大筋で了承、3月15日に与党PTが正式に決定した。
国土交通大臣から建設主体として指名を受けている鉄道建設・運輸施設整備支援機構（鉄道・運輸機構）は、概略ルートとなる区域について環境影響評価法に基づく計画段階環境配慮書を2019年に公表した。計画段階環境配慮書では、敦賀駅、小浜市（東小浜）附近、京都駅、京田辺市（松井山手）附近、新大阪駅に駅の設置を想定している。
しかし、京都府内での反対による環境アセスメントの遅れなどで2024年現在未着工である。高額な建設費などを理由に、米原駅への延伸が費用便益比等で優位である、あるいは建設を中止すべきとして再考を求める意見もある（後述）。

## 検討されたルート
議論の俎上に登ったルート案としては、大まかに以下の5案に分けることができる。このうち、当初から検討されていたのは「小浜」「米原」の2案で、「湖西」がフル規格として検討され始めたのは2009年、「小浜」案の亜流ともいえる「小浜・京都」あるいは「舞鶴」の2案は2015年に入って検討が始まったものである。
なお、大阪側の終点については、自由民主党・公明党の検討委員会が新大阪駅（大阪市淀川区）とする前提で議論を進められたことを踏まえ、比較のために新大阪駅終着に統一して記し、その他の案については以下の文中で触れることとする。
|                                   | 駅の設定                                         | 建設延長        | 概算建設費                  | 所要時間              | 輸送密度                    | B/C     | 備考                                                 |
| --------------------------------- | ------------------------------------------------ | --------------- | --------------------------- | --------------------- | --------------------------- | ------- | ---------------------------------------------------- |
| 米原ルート                        | 敦賀駅、米原駅                                   | 約50km          | 約5900億円                  | 約1時間7分            | 約36,100人/日               | 2.2     | 米原駅での東海道新幹線接続（乗り換え時間15分）を想定 |
| 小浜・京都ルート                  | 敦賀駅、小浜市附近、京都駅、新大阪駅             | 約140km 約150km | 約2兆700億円 約2兆2900億円  | 約43分 約46分         | 約41,000人/日 約38,600人/日 | 1.1 0.9 | 採用案 JR西日本案                                    |
| 舞鶴ルート （小浜舞鶴京都ルート） | 敦賀駅、小浜市附近、舞鶴市附近、京都駅、新大阪駅 | 約190km 約200km | 約2兆5000億円 約2兆6700億円 | 約1時間0分 約1時間3分 | 約34,700人/日 約32,300人/日 | 0.7 0.6 | 比較案 PT委員長 京都案                               |
| 小浜ルート                        | 敦賀駅、小浜市附近、亀岡市附近、新大阪駅         | 123km           | 約9500億円                  | 33分                  | 約26,000人/日               | -       | 国の北陸新幹線原案                                   |
| 湖西ルート                        | 敦賀駅、高島市附近、京都駅                       | 81km            | 約7700億円                  | 35分                  | 約31,000人/日               | -       | 京都駅手前より東海道新幹線乗り入れを想定             |

- 「舞鶴（国土交通省資料では『小浜舞鶴京都』）」「小浜京都」「米原」の3案の比較資料は国土交通省が2016年11月11日に公表した「北陸新幹線敦賀・大阪間のルートに係る調査について」[17]による。
  - 「舞鶴」「小浜京都」の上段は調査対象ルート、下段は参考ケース（京都駅 - 新大阪駅を関西文化学術研究都市経由とし、精華・西木津地区に新駅を設定）による比較資料。
- 国土交通省による検討対象外となった「小浜」「湖西」の2案の比較資料は関西広域連合が2013年3月8日に策定した「北陸新幹線ルート提案に向けた検討結果」[18]による。
- 現行のサンダーバードでの敦賀駅 - 新大阪駅間の所要時間は1時間15分。2015年度の1日当たり特急列車乗車人員（下り列車）は湖西線（京都駅 - 敦賀駅）が8878人、北陸線（米原駅 - 敦賀駅）が3584人[19]。

1. 1 2  車庫線・回送線整備費として約1500億円を含む。
2. ↑  国土交通省資料では東海道新幹線乗り入れの場合の試算は行われていない。関西広域連合の試算では、同資料での「米原ルート」の試算資料では建設延長44km、概算建設費5100億円[† 1]、所要時間45分（東海道新幹線に直通）・50分（米原乗換）、輸送密度は約33,000人/日（東海道新幹線に直通）・約28,000人/日（米原乗換）。
3. 1 2  東小浜駅（併設または近傍に建設）を想定
4. ↑  東舞鶴駅（併設または近傍に建設）を想定

### 小浜ルート
「若狭ルート」とも称される。小浜から丹波高地を南北に貫く長大トンネルで一気に大阪を目指す。
メリット
- 東海道新幹線に乗り入れないため相互調整が不要。
- 東京 - 大阪間で二重系統を完全に構築できる。さらに中央新幹線の名古屋駅 - 新大阪駅間が開業すると三重系統になる。
- 日本海国土軸の構築に寄与する（敦賀 - 小浜間）。
- 運賃（特急料金込み）が現行ルートよりやや割高程度に抑えられる。

デメリット
- 京都駅を通らないため需要は3ルート（小浜・湖西・米原）中最小であり、費用対効果や開業による波及効果も最も小さい（関西広域連合地域に対する波及を100とした場合、全国135、関西（広域連合地域+福井県・奈良県）106、中京6）とされる。
- 都心部（新大阪駅付近）での大規模な建設工事が必要など、建設費が高額となる。

### 湖西ルート
おおむね現在の湖西線に沿うルートで、京都駅 - 新大阪駅間は既存の東海道新幹線を活用する想定としている。元々はフリーゲージトレイン等により湖西線そのものを利用する計画としていたが、2009年7月に、同年9月より若狭（小浜）・米原・湖西の3ルートについて航空写真による測量を開始する予定と報じられて以降、他の2ルート同様、フル規格による整備と解釈された。
メリット
- 開業による波及効果は関西広域連合府県、および関西全体では3ルート中最大（開業による波及効果は全国150、広域連合地域108、関西118、中京6)。

デメリット
- 現状の東海道新幹線のダイヤが過密であるため、京都 - 新大阪間の直通本数が極めて制限される可能性がある。2016年1月26日の与党検討委員会上では東海旅客鉄道（JR東海）取締役専務執行役員の宮澤勝己が「大変な高密度で運転しており、（北陸新幹線の乗り入れは）到底困難」「先の話で不透明すぎて、論ずる段階でない」と述べた。
- 北陸新幹線と東海道新幹線で列車運行管理システム、地震に対する脱線防止システムが異なり、技術的な課題がある。なお、滋賀県知事の三日月大造は技術的な課題は国が主導して解決すべきとの見解を示した。
- 現在の湖西線でも問題となっている比良おろしによる運転見合わせが多発する可能性がある。
- 東京 - 大阪間の二重系統を完全には構築できない。

### 米原ルート
現在の北陸本線沿いのルートで、米原駅で東海道新幹線に乗り入れるケースと、米原駅で東海道新幹線に乗り換えるケースの両方が想定されていた（2016年の国土交通省の試算では米原駅での乗り換えのケースのみ検討している）。
メリット
- 需要は乗り換えなしでは小浜、湖西、米原の3ルート中最大。
- 関西広域連合による試算では、建設費には乗り換えを想定して車庫に係る費用を含めているが、北陸新幹線には既に白山総合車両所があることからコスト削減の余地がある。さらに、敦賀駅付近に車両基地を建設することも決まっている（金沢 - 敦賀間開業時に白山総合車両所敦賀支所として開所）。また、本線施設についても小浜・京都や舞鶴のように地下駅（京都駅、新大阪駅）や都市部でのシールドトンネルがないため、単位延長あたりのコストが安く完成も早い（想定工期は米原10年に対して小浜・京都、舞鶴は15年としている）。
- 開業による全国（特に中京圏）への波及効果は3ルート中最大（全国177(175)、広域連合地域 102(101)、関西 114(113)、中京 30(30) 。なお、関西広域連合の試算では北陸圏から中京圏への直通列車は設定されず、米原駅乗換という前提で波及効果を算出している）
- 中央新幹線の名古屋開業によって、米原ルートの受益者数が増加する。

デメリット
- 東海道新幹線への乗り入れの可能性・開始時期が不透明（湖西ルートと同様）。なお、JR西日本社長の真鍋精志は米原ルートを採用した場合は東海道新幹線への乗り入れは困難との見解を示した。
- 東京 - 大阪間の二重系統を完全には構築できない。ただし、藻谷浩介（日本総合研究所主席研究員）は、東海道新幹線と直通可能という点でバックアップとしても小浜ルートより優位であるとした。
- 小浜ルート（若狭ルート）と比べて遠回りになる上に時間短縮効果が小さく、JR2社跨がりとなる為、運賃（新幹線特急料金込み）が割高になると福井県は主張した。国土交通省の試算でも小浜京都ルート（北回り）と比較して1,180円（敦賀駅 - 新大阪駅間）から3,320円（福井駅 - 新大阪駅間）割高となっている。
- しらさぎ・サンダーバードの旅客が新幹線に乗り換える上、ダイヤの調整が困難であり大混雑が予想されると福井県は主張した。なお、国土交通省による試算では米原駅での乗り換え時間を15分としており、滋賀県の試算による乗り換え時間5分、2016年時点での東海道新幹線と北陸本線の標準乗り換え時分7分とは大きな開きがある。
- 米原駅 - 新大阪駅間は東海道新幹線を所管するJR東海の収入となり、JR西日本の収入が減少し、整備財源となる貸付料が確保されるか不透明である。

### 小浜・京都ルート
2015年8月までにJR西日本社内の勉強会で、米原ルートが米原止まりになった際のデメリットを考慮し検討されていることが明らかになった案。「小浜ルート」の変形案で、小浜市から京都市に南下し、京都駅 - 新大阪駅間は東海道新幹線とは別線を建設する。
メリット
- 小浜ルートでは経由しない京都駅を通るため、北陸線特急と同じく京都市周辺を訪れる観光客の需要を取り込むことができる。また、費用対効果や開業による波及効果も大きく期待できる。
- 敦賀 - 小浜間における日本海国土軸の構築に寄与するのはもちろん、繋がりが深い京都と北陸地方を直通で結べる。
- 京都 - 新大阪間は別線の形で東海道新幹線のバイパスが十分に果たされ、山陽新幹線や大阪駅へ向かう在来線との乗り換えの利便性に優れており、新幹線ネットワークの一体化につながる。
- 東海道新幹線に乗り入れることがないため、（東海道新幹線の運行状況の影響を受けない）東京 - 大阪間での代替経路が確保される。
- 運賃（特急料金込み）が現行ルートより割高が少ない程度で抑えられる。
- 舞鶴ルートよりは遠回りになるが、山陰新幹線と日本海国土軸を形成し一部を共用できる。

デメリット
- 小浜ルート以上の建設距離となり、大深度地下における建設コストが高額となることが予想される。なお、京都府は｢負担に応じた受益がない｣として負担金の減額を求めている。
- 想定される乗客数が過大で試算通りの採算ベースに乗るか疑問の声が出ている。

### 舞鶴ルート（小浜舞鶴京都ルート）
参議院議員（京都府選挙区）の西田昌司の私案である「舞鶴から関空まで繋ぐ近畿縦貫新幹線」が、西田が与党PT検討委員会委員長に就任したことで「委員長案」として俎上に上ったもの。大阪市から関西国際空港までは北陸新幹線と別に検討される。「小浜ルート」の変形案で、小浜市からさらに舞鶴市まで西進し、山陰本線沿いに京都市に南下、京都駅 - 新大阪駅間は東海道新幹線とは別線を建設する。
メリット
- 小浜ルートでは経由しない京都駅を通るため、京都市周辺を訪れる観光客の需要を取り込むことができる。
- 京都府内において過疎化が進む北部と中部の沿線振興や、南北格差の是正が期待できる。
- 山陽新幹線や大阪駅へ向かう在来線との乗り換えの利便性に優れ、新幹線ネットワークの一体化につながる。
- 東海道新幹線の代替経路を確保できる。
- 山陰新幹線と日本海国土軸を形成し一部を共用できる。山陰新幹線の建設は未定だが、鳥取県知事である平井伸治は当ルートと山陰新幹線の整備を想定した発言を行っている。
- 京都駅以西が南回り（南側ルート）の場合、けいはんな学研都市を経由し沿線開発効果が大きく、東海道新幹線の代替経路として望ましい。

デメリット
- 各候補案中では最長の建設距離で、小浜・京都ルートより15分程度長い。また、大深度地下における建設コストが高額となることが予想され、かつ小浜・京都ルート以上にルートが複雑なため、コストがさらにかさむ。仮に実現した場合は40kmも距離が延び、建設費は京都府だけではなく福井県にも負担が強いられる。
- 前述のような事情から、京都府関係者以外、特に北陸の関係者からの評価が低い。富山県知事の石井隆一は「敦賀から小浜、舞鶴を経由して京都へ行くような蛇行ルートはなかなか難しい」、福井県知事の西川一誠は「建設費が大幅に増加し、速達性が著しく落ちる」と指摘した。与党内からも「現実離れしている。夢物語だ」「我田引鉄」「完全な地域エゴ」「これまで煮え湯を飲んできた北陸に対し無神経」と評し、国土交通省幹部は「北陸から舞鶴に行きたがる人はいない。勘弁してくれ、が本音だろう」と、厳しい意見が見られた。
- 運賃（特急料金込み）が現行ルートよりも割高となる幅が大きくなり、小浜・京都ルートと比較すると2000円ほど高くなる。

### その他
大阪側の終着駅については、新大阪駅とする案、天王寺駅とする案、さらには大阪市内から関西国際空港まで延伸する案などが取りざたされたが、山陽新幹線等との接続の良さが決め手となり、新大阪駅とする方針になった。北陸新幹線の関西空港への延伸については、関西経済連合会（関経連）や京都府、福井商工会議所が要望を出しており、JR西日本や大阪府はまずは新大阪までつなぎ、その後に関空へのアクセスを議論するという2段階にすべきだと主張した。
また、2017年6月2日に大津市で開かれた中部圏知事会議において、福井県知事の西川一誠は北陸・中京新幹線も整備検討を提案しているが、「まずは北陸新幹線に全力を注ぐべきだ。両にらみの作戦は足をすくわれる恐れがある」との関係者の声があり、滋賀県議会議員からも「小浜・京都ルートを推した西川知事から提案されるとは…」と戸惑いの声もある。京都・大阪側の刺激ともなりかねないが、福井県幹部は「北陸新幹線の全線整備が最優先の課題。その上で北陸・中京新幹線も山陰や四国に乗り遅れないよう、整備計画への格上げに向けた準備を進めておく必要がある」も述べている。

## 検討の経緯

### 整備計画決定〜金沢以東本格着工まで
整備計画決定前には、いわゆる「米原ルート」が有力視されており、『鉄道ジャーナル』1988年12月号「『整備新幹線』の経緯を顧みる」（種村直樹）中に掲載された、全幹法制定前の国（新全国総合開発計画構想）・国鉄・自民党国鉄基本問題調査会・鉄道公団による新幹線建設計画の構想図はすべて琵琶湖東岸を通るルートで描かれていた。しかし、1972年に当時の福井県知事である中川平太夫が田中角栄首相へと陳情を重ねた結果、整備計画では小浜経由が明記されることになった。整備計画で小浜経由が明記されたのち、琵琶湖東岸を通るルートは北陸・中京新幹線として整備計画決定2日後の1973年11月15日に基本計画が公示された。
|                                  | 輸送人員（百人/日） | 比率 (%) |
| -------------------------------- | ------------------- | -------- |
| 山陽新幹線から新大阪・京都で乗換 | 26.1                | 9.9      |
| 大阪から直通列車利用             | 97.7                | 37.2     |
| 京都から直通列車利用             | 51.4                | 19.6     |
| 新幹線（西側）から米原乗換       | 0.8                 | 0.3      |
| 米原周辺地域から直通列車         | 6.9                 | 2.6      |
| 新幹線（東側）から米原乗換       | 38.5                | 14.7     |
| 名古屋から直通列車利用           | 41.0                | 15.6     |

2000年の第3回全国旅客総流動調査を基にした北陸線（米原口）・湖西線特急利用者の利用動向では京都駅で乗降（在来線乗り換えを含む）する利用者が全体の約2割に上るが、小浜ルートでは京都府内の駅は京都駅から約20km離れた亀岡市内に建設される予定であり、後述する関西広域連合による検討では1日当たりの利用客数が湖西ルートと比べて約5000人、米原ルートと比べると約7000人（乗り換えなしの場合）少ないという試算結果が出された。そのため、小浜ルートでは主たる受益者と想定される福井県民ですら意見が分かれており、2009年8月に福井新聞社が福井県民に実施した世論調査によると、嶺南では小浜ルート、嶺北では米原ルート支持が多かったものの、3ルートとも2割強で大差ないという結果であった。
| ルート                   | 比率 (%) | 1位となった地域                                  |
| ------------------------ | -------- | ------------------------------------------------ |
| 小浜ルート（若狭ルート） | 22.5     | 嶺南西部（小浜市など）、越前市、南越前町         |
| 湖西線利用               | 21.9     | 嶺南東部（敦賀市など）、あわら市、坂井市         |
| 米原乗り入れ             | 20.8     | 福井市、奥越（大野市、勝山市）、鯖江市、旧今立郡 |
| 敦賀または福井止まり     | 13.9     |                                                  |
| その他                   | 15.1     |                                                  |

### 金沢以東本格着工後
米原ルートが俎上に載るようになったのは、1999年（平成11年）、当時JR西日本社長であった南谷昌二郎が上越 - 富山間着工に際してのヒアリングで「建設費や工事の難易度から米原経由が現実的ではないか」と発言したことによる。南谷の後任である垣内剛も2004年（平成16年）、富山 - 金沢間着工に際してのヒアリングで「建設費が安い米原ルートがよい」と発言している。
但し、2005年（平成17年）には、政府与党プロジェクトチーム座長であった久間章生が、「米原につなぐとJR東海の収益になってしまい、JR西日本が難色を示すなど課題は多いようだ」と発言した。また、2014年には当時社長の真鍋精志が、運行管理システムの違いや東海道新幹線のダイヤの空きという点から「現実的だろうか」と米原ルートに疑問を呈した。ちなみに、真鍋は2015年2月、日本経済新聞の取材に対して、「関西経済界にはフル規格で早く大阪まで延伸できるようもっと声を上げてもらいたい」とコメントした。
東海道新幹線を擁するJR東海は、2015年7月、社長の柘植康英が会見で「（ルート選定は）政府とJR西日本が主体となり検討する」、「現時点で数分おきに運行している東海道新幹線への乗り入れは難しい」と表明した。
2002年（平成14年）、国鉄OBで当時自由民主党の整備新幹線建設促進特別委員会の委員長を務めていた野沢太三が福井市で費用対効果の面から米原ルートを採用すべきだと発言。2005年には、元内閣総理大臣で衆議院議員（石川2区選出）の森喜朗が「福井県には小浜回りはあきらめてもらう。あうんの呼吸で『米原まで』がみんなの気持ち」と発言。以来、森は米原ルートが望ましい旨の発言を行っている。
北國新聞が2008年（平成20年）に行ったインタビューの中で、森は、北陸新幹線を米原で東海道新幹線に接続させ、場合によっては東海道新幹線とは別の線路を敷いたうえで大阪駅もしくは新大阪駅を経由し、関西国際空港へ直結させるという考えを語った。米原ルートによる建設費の圧縮に加え、京都や滋賀からの関西国際空港へのアクセスが飛躍的に向上することが期待できるとしている。
石川県では、2015年7月に県選出の参議院議員である岡田直樹が「現実的には米原につなぐのが有力な選択肢」と表明。同年10月に県議会で米原ルートに決定するよう国に求める決議を採択した。また、2015年6月には富山県知事の石井隆一が「富山や石川の人は京都に入って大阪に行きたい、大阪に先に入って京都に戻るという訳にはいかないという要望もある」として、京都を経由するルートでの整備を求めた。
滋賀県では、2006年（平成18年）には長浜市長選挙で米原ルート推進を公約に掲げた川島信也が当選（2010年（平成22年）の選挙で落選）、2008年には、福滋県境交流促進協議会に属する9つの滋賀県の自治体が同総会の席上米原ルート支持を鮮明にし、若狭ルート沿線の小浜市長もこれに同調したと報道されている。2010年1月には滋賀県選出の民主党国会議員の奥村展三、徳永久志が北陸新幹線の滋賀県内への延伸受け入れを求める、あるいは検討課題とするよう滋賀県知事の嘉田由紀子に求めている。
しかし、嘉田は滋賀県にメリットがないのに地元負担はできないとして、2010年11月には現状の地元負担（建設費の1/3。実際には交付税措置（整備新幹線#新スキームの項目参照）があるため、滋賀県の実質的負担額は2割弱）のままでは県内の延長に否定的な見解を示した。
これに対し、当時の大阪府知事であった橋下徹は、建設費が安く名古屋方面への利便性をも考慮すると米原ルートが現実的であるとし、嘉田に対して受益者となる大阪として費用を負担する用意があると発言、2011年（平成23年）1月には森に対して同様の申し入れを行った。
関西広域連合では、2011年6月より広域インフラ検討会を設置、小浜・湖西・米原の3ルートについて比較検討を行ってきたが、2012年3月25日には「北陸新幹線（敦賀以西）ルート提案に係る基本方針」をまとめ、2013年3月28日、関西広域連合は建設費が最も安く工期も最短として、米原ルートを政府に提案する方針を決めた。これを受けて、滋賀県では、米原ルートが有利としつつ、「北陸新幹線敦賀以西ルートに関する滋賀県の考え方」を表明、「建設費負担は受益に応じた負担とし、関西全体で解決すること」、「並行する在来線区間（北陸本線・湖西線）を並行在来線としてJR西日本から分離しないこと」を解決すべき課題として挙げた。
これに対し、沿線の福井県では、若狭ルートを推進する方針ではあるものの、建設費が巨額なため、まず認可申請済みの南越までの着工認可を優先し、敦賀以西のルート決定はそれ以降の問題としていた。福井県内の沿線自治体で組織される北陸新幹線若狭ルート建設促進同盟会も2003年度から2013年まで活動を休止していた。そのため、敦賀市長の河瀬一治は、敦賀までの着工が決まる前の2007年（平成19年）には米原ルートを支持する発言を行っていたが、着工決定後は若狭ルート支持に同調している。また、2012年11月5日には京都、福井、兵庫3府県の日本海側5市長でつくる「若狭・丹後・但馬 中日本海交流会議」は若狭を通る「小浜ルート」を整備するよう求める共同アピールを採択した。
2015年4月7日、関西広域連合の連合長を務める兵庫県知事・井戸敏三は、米原ルートに対して否定的な見解を示し、関西各県と相談したいとの趣旨の発言を福井県で行ったが、この発言に対して、同年4月23日の会合で滋賀県知事の三日月大造が真意をただすという場面があり、井戸は福井県知事選挙の応援のためのリップサービスであり、関西広域連合として米原ルートを堅持する方針であると陳謝した。

### 与党検討委員会の発足、新たな2案の急浮上
2015年8月6日、富山・石川・福井・滋賀・京都・大阪の6府県選出の国会議員10人で構成される与党PTの検討委員会が発足。委員長は福井2区（丹南・嶺南）選出の代議士である高木毅となる。高木の意向では、滋賀を除く5府県から選出する予定であったが、福井駅先行開業等検討委員会の委員長を務める岡田が滋賀の議員も入れるように主張し、同プロジェクトチームの座長である稲田朋美（福井1区選出）も了承したという経緯がある。
2015年8月29日、JR西日本が小浜ルート（若狭ルート）の変形として、小浜市を経由し京都駅も通る「第4のルート」を社内で検討していると明らかにした（記事内の「小浜・京都ルート」を参照）。この動きが報じられた翌日の8月30日に、三日月は米原を経由しない事に対する不満を露わにしたのに対し、9月3日には京都市長の門川大作が「歓迎したい」と発言、同月7日には、福井県知事の西川一誠が記者会見で、小浜・京都ルートについて「正式にでてくれば検討する必要がある」と小浜ルートの1つとして認識しているとした。同10日には、高木が小浜・京都ルートを検討対象に加えると発言し、同16日には、真鍋が「北陸との繋がりを考えると京都も重要な拠点」「関西と北陸との繋がりを考えれば、早期開業が望ましい」と発言した。
さらに、高木が復興大臣に就任したことから検討委員会の委員長が参議院京都府選挙区選出の西田昌司となり、その西田が「京都駅経由は絶対」としたうえで、私案でもあった「舞鶴ルート」が委員長案として急浮上する。これに対して京都府も「舞鶴ルート」案を推しながらも、そのデメリット面も考慮して「小浜・京都ルート」案にも一定の賛意を示している。
2016年1月21日、大阪府知事の松井一郎が検討委員会に「敦賀以西ルートは国や与党に任せるべきだ」と述べ、関西広域連合として支持を表明してきた「米原ルート」にこだわらないことを明らかにした。これを受け、読売新聞は「JR西日本などが検討している『小浜・京都ルート』案が有力になった」と報じ、日本経済新聞は「（北陸新幹線延伸ルートに関する）議論は京都市を経由する案を軸に進む可能性もある」と報じた。

### JR西日本の意見表明と京都・滋賀の反発
2016年1月26日、JR西日本社長である真鍋は、与党検討委員会の意見聴取の場で、「米原ルート」は乗り入れ先である東海道新幹線の運行ダイヤが過密になっていることや技術的課題があるとして、否定的な見解を示した上で、小浜・京都を経由し新大阪に結ぶルート（「小浜・京都ルート」）が望ましいとの見解を示した。
JR西日本の意見表明に対し、与党PT座長の稲田朋美自民党政調会長は「京都駅を通ることは、北陸の希望に沿う」と評価、石川県知事の谷本正憲と富山県知事の石井隆一も早期の一本化に向けて意見集約の方向性が見えてきたことに対して一定の評価を示し、大阪府知事の松井一郎は「（国が同案で）決まるなら歓迎する」とルートにこだわらず早期着工を求める考えを引き続き示した。また、関西広域連合も2016年1月28日の首長会合で、これまで「米原ルート」を支持する方針を事実上撤回し、以後は要望するルートを絞り込まないこととした。
2016年3月15日、福井県知事の西川一誠は「時間的にもコスト的にも様々なことを考えてみると、最も妥当なルートである」として「小浜・京都ルート」を求める立場を表明し、県議会においても「小浜・京都ルート」で早期整備を求める決議を賛成多数で可決。5月8日には福井県北陸新幹線建設促進同盟会も「小浜・京都ルート」の採用を決定するよう国に求める決議を行った。6月18日、北陸新幹線若狭ルート建設促進同盟会は「北陸新幹線小浜・京都ルート建設促進同盟会」に改名して小浜市内で総会が行われ、小浜市長の松崎晃治は「利用者の利便性、時間短縮の観点から最も優れたルート」「県全体の飛躍的発展につながる」として小浜・京都ルートの優位性を述べて、大阪までの北陸新幹線全線開業の早期実現を国に要求した。更に富山県もこの動きに同調し、県議会の自民党県連の中川忠昭幹事長は「決断を評価したい。JR西も推している案であり、決議は順当」と支持する考えを表明した。
これに対し、京都府知事の山田啓二は2016年2月17日の与党検討委員会で「（JR西日本の『小浜・京都ルート』案は）事業主体であり非常に重い。一つの大きな軸だと思う」としつつも、「京都府北部5市2町の経済規模は福井市並み」「（京都府北部が）北陸とつながることで日本海側の経済発展の基礎をつくることができる」「若狭地域を含む日本海側にも国土軸は必要」と、舞鶴と京都を経由するルートを求める立場を表明し、京都市長の門川大作も「舞鶴を通るルートが魅力的」と同調、3月5日に北陸新幹線京都府北部ルート誘致促進同盟会が設立された。6月7日には山陰新幹線を推進する自治体で構成される山陰縦貫・超高速鉄道整備推進市町村会議の総会が東京都内で行われ、北陸新幹線京都府北部ルート誘致促進同盟会と連名で「最も効率的で円滑、合理的」として「舞鶴ルート」を求める決議を採択した。翌8日には地方創生担当大臣で山陰新幹線を実現する国会議員の会の会長を務める石破茂（衆議院鳥取1区選出）宛てへの要望書を提出した。
さらに、滋賀県知事の三日月大造は「JR西日本は『小浜・京都ルート』を表明したことには大きな意味を持つ」としながらも、「技術的課題があるなら国が一丸となって克服すべきだ」として「米原ルート」を求める立場を堅持した。2015年12月11日の検討委員会においても「投資効果が高く、限られた財源の中で北陸から近畿・東海への時間短縮につながる最適なルート」として「米原ルート」の優位性を強調した。2016年9月には滋賀県が「米原ルート」「小浜・京都ルート」「舞鶴ルート」の3案について独自に建設費などを試算し、「米原ルート」が建設費が安く、利用者数が最も多いことなどから、「最も整備効果が高い」と結論づけた資料を公表した。

### 「小浜・京都ルート」採用へ
2016年4月27日には敦賀 - 京都間の検討対象を「小浜・京都ルート」「舞鶴ルート」「米原ルート」の3案とし、京都 - 新大阪間は東海道新幹線の「北周り」「南周り」の2案としてそれぞれ案を比較する方針も明らかとなった。
ルートの調査は「概ね半年程度掛けて行う」とされている。2016年3月24日の検討委員会では、当初5月末までとしていた国土交通省へのルート調査発注の時期を、4月中に前倒しする見通しを示した。与党PT座長と自民党政調会長を兼任する稲田朋美は、敦賀 - 新大阪間の財源確保について超低金利の財政投融資を充てられる仕組みを検討しており、日銀のマイナス金利政策を生かして進める議論を踏まえた上で「夏までに一定の方向性を出したい」と述べた。
国土交通省は、2016年11月11日、与党PTに対し調査結果を示し、あわせてその概要を報道発表した。具体的には、小浜舞鶴京都ルート（舞鶴ルート）・小浜京都ルート・米原ルートの費用対効果 (B/C) を示し、さらに参考として小浜舞鶴京都ルート・小浜京都ルートの京都 - 新大阪間を関西文化学術研究都市経由を想定したB/Cも示されたもので、小浜京都ルート（北回りルート）と米原ルート以外はB/Cが1.0を下回る（すなわち建設費の方が新幹線によって得られる経済効果よりも高額になる）という結果となった。これを踏まえて、今後2016年末には最終結果を絞り込む予定であり、さらに、2017年度の政府予算に調査費を計上して、2026年度（一部報道では2026年内）の開業を目指すとした。
2016年12月14日に与党PTの検討委員会はルート3案のうち福井県小浜市から南下して京都駅につなぐ「小浜・京都ルート」が適切とする中間報告をまとめ、京都 - 新大阪間は判断を先送りし、山間部を通る北回りか京都南部を経由する南回りかを2016年度内に決める方針を打ち出した。工期は15年で建設費は2兆700億円の予定。政府は12月19日に示した2017年度予算案で整備新幹線建設費において、地方負担などを含めた総額を2016年度から28％増えた2630億円とする方針とした。同月20日に与党PTは「小浜・京都ルート」を正式採用した。国土交通省は財源確保の見通しが立たないために着工時期を2031年度と想定（2046年度開業を予定）しているが、沿線自治体から着工時期前倒しや工期短縮を要求する声もある。
2019年3月4日の福井県議会では、東小浜駅付近に新幹線駅を設置する計画を示している。また、福井県・京都府・大阪府の地質調査が同月に終了し、「鉄道・運輸機構では詳細調査と併せ、市街化・宅地化の現状や交差する高速道路などの状況も考慮しながら、環境アセスメントを行うためのおおまかな駅・ルートの検討を進めており、今月末ごろに公表する見込みとしている」と言及している。

### 京都 - 新大阪間の検討
京都駅 - 新大阪駅間のルートについては、箕面市付近を経由する「北回りルート」と、関西文化学術研究都市（けいはんな学研都市）を経由する「南回りルート」の選択肢があった。このうち南回りルートについては京都大学大学院の藤井聡教授が「沿線開発効果が非常に大きい」と述べているが、福井県は北回りルートの方が時間短縮効果が大きいとしており、JR西日本も建設費等の面から北回りルートを推していた。敦賀から京都までのルートが決定した後に本格的に検討を行った。
この中で「南回りルート」になった場合、県北端を通過する可能性のある奈良県知事の荒井正吾は、南回りルートで開業しても奈良県内から北陸へはJR（奈良線）か近鉄（京都線）で京都駅を経由するのが一般的で、財政負担に対するメリットがないとして県内を通るルートに反対する意向を示した。これを受け、2016年11月以降は、「南回りルート」については奈良県にはみ出さない形となる、京都 - 京田辺市近辺 - 大阪というルートが俎上にあがることになった。
国土交通省は2017年3月7日、両ルートについて建設距離や所要時間などの試算結果を公表した。検討にあたっては、南回りルートは従来からの「精華・西木津地区経由」に加え、「松井山手駅付近を経由」「新田辺駅・京田辺駅付近を経由」の3案で示された。
|                  | 駅の設定               | 建設延長 | 概算建設費    | 所要時間 | 輸送密度      | B/C  | 備考       |
| ---------------- | ---------------------- | -------- | ------------- | -------- | ------------- | ---- | ---------- |
| 北回りルート     | （途中駅無し）         | 約140km  | 約2兆700億円  | 約43分   | 約41,100人/日 | 1.08 | 当初想定案 |
| 南回りルート (1) | 学研都市付近           | 約151km  | 約2兆2900億円 | 約46分   | 約38,600人/日 | 0.93 | 当初想定案 |
| 南回りルート (2) | 松井山手駅付近         | 約143km  | 約2兆1000億円 | 約44分   | 約40,400人/日 | 1.05 |            |
| 南回りルート (3) | 新田辺駅・京田辺駅付近 | 約146km  | 約2兆2600億円 | 約44分   | 約39,900人/日 | 0.97 |            |

※表中の諸数値は敦賀駅 - 新大阪駅間に対してのもの。
このように、学研都市経由および新田辺・京田辺経由ではB/Cが1.0を下回るものの、松井山手駅付近経由は北回りルートと遜色ない結果となった。加えて報告書には、「事業費等の観点からは北回りのルートが優位である一方、既存の鉄道ネットワークとの接続、地域開発の潜在力等の観点からは、南回りのルートも有望と考えられる」との結論が成された。これを踏まえて、与党PTの検討委員会は松井山手駅付近に新駅を設ける前提で「南回りルート」採用を大筋で了承、JR西日本も「与党が決めたルートで最善を尽くす」として南回りルートを容認している。2017年3月15日、与党PTとして「南回りルート」を正式採用した。
南回りルートの検討が本格化した背景には、道府県ごとに距離に応じて費用負担を行う整備新幹線のスキームにおいて、京都府への「配慮」があったとも報道されている。北回りルートの場合、京都駅以外に駅設置がされないため、京都府にとってはメリットが少ないと考えられていた。
なお、新大阪駅には山陽新幹線と共用の地下ホームを建設する計画案があり、国土交通省は、山陽新幹線との直通運転も視野に検討している。一方、京都府・市は関西国際空港への延伸の要望を続けている。

## 具体的なルートの検討

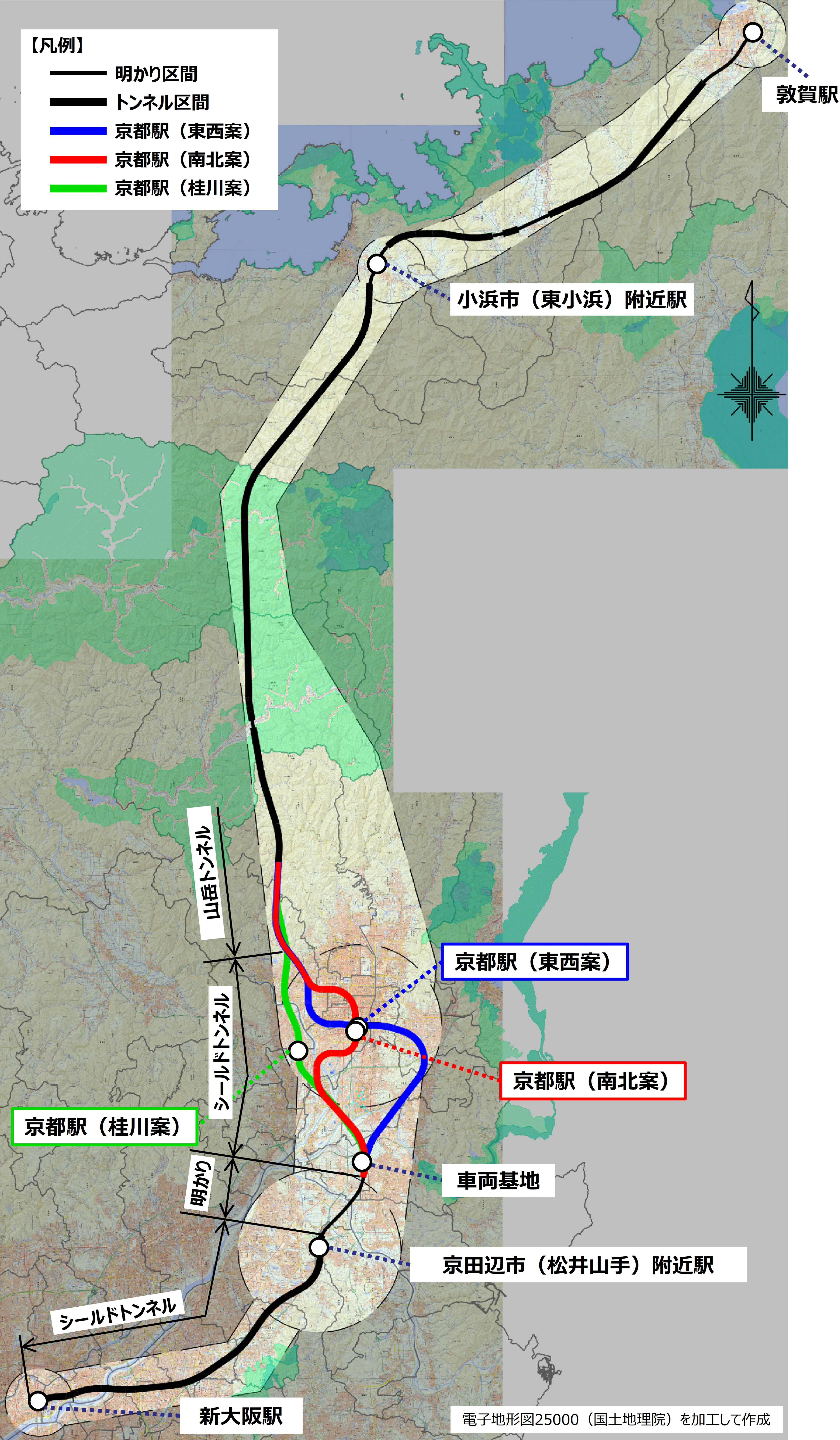
詳細駅位置・ルート案の地図（2024年8月時点）

2019年に概略ルートを含む計画段階環境配慮書が発表された後、環境アセスメントの現地調査が進められていたが、金沢・敦賀間の新幹線建設の工期・事業費で予定と相違が生じたこともあり、2023年から並行して施工上の課題についても調査が行われている。この調査状況の共有のために2023年4月、国土交通省鉄道局と鉄道・運輸機構、福井県、京都府、大阪府による会議体（北陸新幹線事業推進調査に関する連絡会議）が作られた。
2024年、これらの調査を元に8月7日の与党整備新幹線建設推進プロジェクトチーム北陸新幹線敦賀・新大阪間整備委員会と8月8日の北陸新幹線事業推進調査に関する連絡会議で、国土交通省鉄道局と鉄道・運輸機構は3つの詳細ルート案の説明を行った。
詳細駅位置・ルートとして京都駅の位置の異なる「東西案」「南北案」「桂川案」の3案が示され、新大阪駅の工期は概ね25年程度、京都駅の工期は概ね20年～28年程度、事業費は概ね3.4兆円～5.3兆円程度と算定された。京都駅以外の駅の位置はいずれの案も同じで、小浜市附近駅は東小浜駅西方の地上駅、京田辺市附近駅は松井山手駅西側の地下駅、新大阪駅は東海道・山陽新幹線新大阪駅南側の地下駅である。
また、車両基地が京都府久世郡久御山町付近の地上に設置される。多くの部分がトンネル区間であり、明かり区間は福井県の敦賀市、三方上中郡若狭町、小浜市の平野部、京都府の京都市右京区京北の大堰川との交差部、車両基地から京田辺市附近駅の区間で、大阪府内にはない。トンネル区間のうち京都市の平野部より北は山岳トンネル、南はシールドトンネルとなる。
3案のルートのうち「東西案」は地下水への強い影響が考慮され、2024年12月の与党の整備委員会で候補から外れた。着工については時期を定めずルート上の自治体の合意などを優先し、詳細公表後の説明会が翌年から行われている。なお環境影響評価の方法書などに基づく住民説明会はそれまでに66回開かれ、この後の準備書公表により詳細ルートと新駅の位置が決まる。

### 詳細ルート
ルート・駅の案は次の通り。このうち東西案は2024年12月にルート候補から外れている。周辺図は黄色線の楕円が駅、点線が線路の位置を表す。
|                 | | 桂川案 | 南北案 | 東西案 |
| --------------- | --- | --- | --- | --- |
| 総延長          | 総延長 | 約139km | 約144km | 約146km |
| 事業費          | 2023年4月時点物価 | 概ね3.4兆円程度 | 概ね3.9兆円程度 | 概ね3.7兆円程度 |
| 事業費          | 物価上昇年2%の場合 | 概ね4.8兆円程度 | 概ね5.2兆円程度 | 概ね5.3兆円程度 |
| 保守基地        | 位置 小浜市附近駅の北東 | 位置 小浜市附近駅の北東 | 位置 小浜市附近駅の北東 | 位置 小浜市附近駅の北東 |
| 小浜市 附近駅   | 位置 東小浜駅と舞鶴若狭自動車道小浜インターチェンジの中間に小浜線と交差して建設。 構造 2面2線、延長約310m、幅約20-30m。前後の線路は高さ約15mの高架橋を通る。                   | 位置 東小浜駅と舞鶴若狭自動車道小浜インターチェンジの中間に小浜線と交差して建設。 構造 2面2線、延長約310m、幅約20-30m。前後の線路は高さ約15mの高架橋を通る。                   | 位置 東小浜駅と舞鶴若狭自動車道小浜インターチェンジの中間に小浜線と交差して建設。 構造 2面2線、延長約310m、幅約20-30m。前後の線路は高さ約15mの高架橋を通る。                   | 位置 東小浜駅と舞鶴若狭自動車道小浜インターチェンジの中間に小浜線と交差して建設。 構造 2面2線、延長約310m、幅約20-30m。前後の線路は高さ約15mの高架橋を通る。                   |
| 京都駅          | 周辺ルート | | | |
| 京都駅          | 周辺図 | | | |
| 京都駅          | 位置 | 桂川駅北西側 | 現京都駅南西側 | 現京都駅南側、八条通沿い |
| 京都駅          | 縦断図 | | | |
| 京都駅          | 横断図 | | | （地下約50m） |
| 京都駅          | アクセス | 在来線京都駅まで約19分 （乗換10分＋乗車9分） | 在来線京都駅まで約13分 | 在来線京都駅まで約11分 |
| 京都駅          | 工期 | 概ね26年程度 | 概ね20年程度 | 概ね28年程度 |
| 車両基地        | 位置 京都府久世郡久御山町付近、久御山ジャンクション東方の地上。 規模 最大で約30万平方メートル                                                                                  | 位置 京都府久世郡久御山町付近、久御山ジャンクション東方の地上。 規模 最大で約30万平方メートル                                                                                  | 位置 京都府久世郡久御山町付近、久御山ジャンクション東方の地上。 規模 最大で約30万平方メートル                                                                                  | 位置 京都府久世郡久御山町付近、久御山ジャンクション東方の地上。 規模 最大で約30万平方メートル                                                                                  |
| 京田辺市 附近駅 | 位置 松井山手駅の北西側、駅前ロータリー付近の地下 構造 2面2線、延長約330m、幅約30m、地下約40m。上り方面のトンネルが交差する新名神高速道路に支障しない深さに設置。              | 位置 松井山手駅の北西側、駅前ロータリー付近の地下 構造 2面2線、延長約330m、幅約30m、地下約40m。上り方面のトンネルが交差する新名神高速道路に支障しない深さに設置。              | 位置 松井山手駅の北西側、駅前ロータリー付近の地下 構造 2面2線、延長約330m、幅約30m、地下約40m。上り方面のトンネルが交差する新名神高速道路に支障しない深さに設置。              | 位置 松井山手駅の北西側、駅前ロータリー付近の地下 構造 2面2線、延長約330m、幅約30m、地下約40m。上り方面のトンネルが交差する新名神高速道路に支障しない深さに設置。              |
| 新大阪駅        | 位置 東海道・山陽新幹線新大阪駅の南側、駅前ロータリー付近およびJR京都線の地下 構造 2面4線、延長約400m、幅約50-60m、地下約20m。JR京都線に支障しないよう設置。 工期 概ね25年程度 | 位置 東海道・山陽新幹線新大阪駅の南側、駅前ロータリー付近およびJR京都線の地下 構造 2面4線、延長約400m、幅約50-60m、地下約20m。JR京都線に支障しないよう設置。 工期 概ね25年程度 | 位置 東海道・山陽新幹線新大阪駅の南側、駅前ロータリー付近およびJR京都線の地下 構造 2面4線、延長約400m、幅約50-60m、地下約20m。JR京都線に支障しないよう設置。 工期 概ね25年程度 | 位置 東海道・山陽新幹線新大阪駅の南側、駅前ロータリー付近およびJR京都線の地下 構造 2面4線、延長約400m、幅約50-60m、地下約20m。JR京都線に支障しないよう設置。 工期 概ね25年程度 |

### 再考を求める動き

#### 米原ルートの再考
2024年3月16日の北陸新幹線金沢－敦賀間開業後も、延伸にかかる地元負担や環境への影響を懸念し、京都府で反対運動が盛んに行われるなどして敦賀駅以西の着工に至っていないこと、加えて具体的ルートの検討に当たって当初の想定よりも費用が多額になり工期も長期化することが明らかになるなどした結果、費用便益比等に優れた米原ルートに戻すべき、あるいは延伸を中止すべきとする意見が見られる。
日本共産党が延伸の中止を求めているほか、2024年6月に日本維新の会と教育無償化を実現する会が政府に米原ルートへの変更の申入れを行った。また、れいわ新選組が基本政策で計画見直しを掲げる。従来より米原ルートを主張していた森喜朗の他にも、大阪17区選出の衆議院議員で日本維新の会代表の馬場伸幸、京都2区選出の衆議院議員で元国土交通大臣の前原誠司、及び京都選挙区選出の参議院議員で日本共産党副委員長の倉林明子などが直接言及している。特に石川・富山県内で「米原ルート」を求める声がある。
これらの動きに対し、福井県知事の杉本達治は2024年4月26日の定例会見で「石川県の馳浩知事は『小浜－京都ルートで全線開業に向けて沿線自治体で力を合わせていこう』と言っている。富山県の新田八朗知事も同様の意見。滋賀県の三日月大造知事にも、米原ルートを求める考えはない」と述べ、沿線トップの足並みに乱れがないことを強調した。また、日本維新の会の共同代表で大阪府知事の吉村洋文も「京都（小浜）ルートで一日も早く」と主張しており、石川2区選出の衆議院議員で与党整備委員会メンバーの佐々木紀は「維新がどうこうではなく、まずは現行ルートの調査結果を待つことが必要だ」と述べるにとどめた。
こうした流れを受けて、2024年5月22日に開かれた北陸新幹線建設促進大会においては、小浜・京都ルートでの早期開業に向けて具体的なスケジュールを示すように決議した他、三日月滋賀県知事も2024年2月13日の定例記者会見で、日本経済新聞の記者の「（米原ルートについては）終わった話だということか？」という問いに対し「私の中ではもう決まった話なので、むしろ京都に早く通すことにみんなで頑張りましょうというものです」と発言したのにつづき、この日の大会では「滋賀県知事として明確に、小浜・京都（ルート）の早期着工を求める」として、小浜・京都ルートへの支持を明確にした。また京都府は、既定のルートに対応することが基本とした上で関西国際空港への延伸を求めている。
2024年6月20日には石川県議会が「（小浜の）先行きは全く不透明」「建設費は2兆1千億円と試算されてきたが、今や4兆円を超える」として、米原ルートへの再考を決議した。馳浩石川県知事は当初、県議から出る米原ルート推しの声に「小浜ルートの調査の状況を見守る」と慎重な発言をしてきたが、2025年3月12日には延伸区間の着工が見送られ続けたことに対し、「異常な状況と認識している」「課題解決のめどが立たないと判断された場合は『米原ルート』を含めた検討を行い、1日も早く全線整備を目指すべきだ」と述べた。

#### 舞鶴ルートの再考
2025年6月17日、京都商工会議所会頭による記者会見にて「京都にとって経済的効果の大きい舞鶴ルートを再考できるなら、再考した方がいい」とし、舞鶴ルートへの再考をするべき述べた。会頭は現行の小浜・京都ルートについては「メリットがないのに費用負担だけ求められるのは納得が得られにくい」との考えを示した。さらに舞鶴を通らないことについても「舞鶴には安全保障上、重要な港があり、外国のクルーズ船もよく来る。舞鶴に新幹線を通さないのは国策として理解できない」と反論した。
綾部市は同年6月27日の市議会にて「さまざまな不安要素が払拭されていない状況下において、当初の計画通り小浜・京都ルートを強行することには大きな疑問を抱かざるを得ない」とし意見書を賛成多数で可決している。また同年6月30日は舞鶴市議会が「府(京都府)北中部には何の便益もなく公益性がみられない」とし舞鶴ルートへの再考を求めている。

## 関係団体等の意向一覧
| 府県・団体     | 支持ルート       | 備考・補足 |
| -------------- | ---------------- | --- |
| 富山県         | 小浜・京都ルート | 「京都駅を通す」意見でほぼ一致しており、県議会では小浜・京都ルートでの決議を採択する動きが見られる。2016年11月、知事は「乗り換えがなく早く着き、料金が安いルートが望ましいとの意見が相当多い」として小浜・京都ルートの支持を事実上表明した。また、県議会の最大会派である自民党会派も同じ考えであることを総会で決定した。 |
| 石川県         | 米原ルート       | 県議会は小浜・京都ルートに好意的ながらも「中京圏との結びつきが弱くなる」懸念から米原ルート支持を決議し、知事は支持ルートを示していなかったが、北陸が一致結束し、信頼関係を維持しないといけないとし、最終的に小浜・京都ルート支持を表明した。沿線自治体では小松市長が米原ルート、白山市長・加賀市長が小浜・京都ルートと支持が割れている。しかし、2024年6月20日に県議会が「小浜ルートの先行きが不透明」として米原ルートへの再考を決議。2025年3月12日には現行計画に対し、沿線で懸念が高まっていることを念頭に県知事が米原ルートも含め、ルート見直しを検討するよう政府・与党に求めた。 |
| 福井県         | 小浜・京都ルート | 小浜・京都ルートは県議会にて決議済であり、知事も支持している。かつては小浜ルート（若狭ルート）を支持していた（後に検討対象外となる）。 |
| 滋賀県         | 小浜・京都ルート | 2016年時点では米原ルートを支持していたが、前述の2024年2月の知事定例記者会見以来、滋賀県知事は小浜・京都ルートへの支持を鮮明にしている。なお、県議会でも支持に温度差が見られる。 |
| 京都府         | 小浜・京都ルート | かつては米原ルートを支持していたが、後に舞鶴ルートが提案されたため変更。小浜・京都ルートには一定の賛意を示しているが、負担金減額も要求している。なお、京都以西は南回り（南側ルート）を評価している。なお、京都新聞や仏教界は京都を通る新幹線の建設に強固に反対している。さらに京都府内でも意見が分かれており京都府北部の舞鶴市は市議会の決議にて現行ルート(小浜・京都ルート)について当初より概算事業費が膨らみ工期も延びる見込みとなっていることを指摘。さらに「府北中部には何の便益もなく公益性がみられない」として舞鶴ルートの再考を求めている。また綾部市では2025年6月27日の市議会にて「さまざまな不安要素が払拭されていない状況下において、当初の計画通り小浜・京都ルートを強行することには大きな疑問を抱かざるを得ない」という意見書を賛成多数で可決している。 |
| 大阪府         | 小浜・京都ルート | かつては米原ルートを支持していたが、最終的に国が決定権を持つことを踏まえ、支持ルートにはこだわらず、早期着工を求めている。また、国が小浜・京都ルートで決定なら歓迎する意向を示している。 |
| JR西日本       | 小浜・京都ルート | かつては米原ルートを評価していたが、小浜ルート（若狭ルート）を京都駅経由に改良する形で提案した。 |
| 関西広域連合   | 小浜・京都ルート | かつては米原ルートを支持するも、JR西日本の意向や米原ルートへの難色が示された。 |
| 北陸経済連合会 | 小浜・京都ルート | 2016年11月の国土交通省による試算結果を受け、初めて支持を表明した。 |
| 関西経済連合会 | 小浜・京都ルート | 北陸経済連合会と足並みを揃える形で、初めて支持を表明した。 |
| 京都商工会議所 | 舞鶴ルート       | 2025年6月17日の会頭による会見で小浜・京都ルートについて「メリットがないのに費用負担だけ求められるのは納得が得られにくい」との考えを示した。さらに「舞鶴には安全保障上、重要な港があり、外国のクルーズ船もよく来る。舞鶴に新幹線を通さないのは国策として理解できない」と述べ舞鶴ルートにするべきと述べた |

ルート選定には直接関わらないが、愛知県知事の大村秀章は、2016年7月の定例記者会見で、「経済効果を考えれば、敦賀－米原間を（フル規格で）つくり、東京－福井・金沢間は北陸新幹線（長野経由）より名古屋でリニアに乗りかえて行くほうが圧倒的に速いのではないか」「物流では北陸から関西と中京はほぼ同等となっており、北陸と中京とのネットワークが（小浜を経由するルートとなることによって）相対的に細くなるようなことがあれば、北陸・中京のみならず日本の国内経済的にもマイナスではないか」との見解を示した。同年8月には愛知県が名古屋商工会議所、中部経済連合会と連名で国に対して「中京圏と北陸圏をつなぐ高速鉄道ネットワークの確保と充実に関する要請」を行っている。

## 並行在来線の扱い
経営分離の対象とされる並行在来線の扱いについては不透明な点が多い。
JR西日本の真鍋精志社長（当時）は2015年10月21日の定例会見でそれぞれのルートの並行在来線について、「米原ルートの場合は敦賀駅 - 米原駅間のJR北陸線、湖西沿いに走った場合は湖西線になろうかと思う」とし、小浜（若狭）ルートについては「小浜線が並行在来線になると思っている」と述べた。これに対して福井県の西川一誠知事（当時）は2015年10月23日の記者会見で、JRの発言を直接聞いていないとしたうえで「新幹線が走行することにより優等列車（特急）が（新幹線に）移る線区」という旧運輸省の並行在来線の定義に基づき、普通列車だけの小浜線は並行在来線に該当しないとの認識を示した。
2015年12月10日の福井県議会新幹線対策特別委員会で、福井県の新幹線政策監は旧運輸省の見解を踏まえ「普通に考えれば（特急の）サンダーバードが走っている湖西線が並行在来線だと思う」と述べ、JR西日本が言及している小浜線は該当しないとの考えを重ねて強調し、「国土交通省が見解を変えるのであれば、公の場で説明すべき」とし、今後、国やJRと並行在来線の扱いを協議していくとした。
滋賀県知事の三日月大造は2016年2月3日の記者会見で、「小浜・京都ルート」となった場合には湖西線が並行在来線の対象となるとJR西日本から説明を受けたことを明らかにした。湖西線の沿線地域にあたる大津市、高島市の市議会は「運賃の大幅値上げや減便を招き、自治体財政を逼迫させる」として、「北陸新幹線延伸による湖西線経営分離反対」決議を全会一致で可決しており、ルート選定後の工事着手に影響するものと見ている。滋賀県が米原ルートを強硬に推す姿勢については、小浜・京都ルートや舞鶴ルートでは滋賀県を通過しないのに、並行在来線として運行経費のかさみやすい湖西線の運営を事実上滋賀県に押しつけられる形になることを懸念しているのが本当の最大の理由ではないかと指摘する声もある。「小浜・京都ルート」決定後の2018年5月22日に行われた、沿線自治体でつくる建設促進同盟会の席では、三日月が「敦賀－大阪間に並行在来線は存在しない」との見解を述べている。
2016年2月3日の滋賀県知事記者会見を報じる産経新聞では、「米原ルート」となった場合には、北陸本線が並行在来線の検討対象になる可能性が高いと報じた。
一方、舞鶴ルートが選択された場合、山陰本線、舞鶴線、小浜線が並行在来線の対象となり得るとの報道があり、舞鶴ルートが直接経由しない福知山市の松山正治市長や、亀岡市の桂川孝裕市長は懸念を示した。
並行在来線とは厳密に異なるが、与党検討委員会が2016年2月4日の会合で行った北陸経済連合会（北経連）からの意見聴取では「米原ルート以外の場合は中京圏に移動する手段の維持と改善（「しらさぎ」の存続や速度向上など）」の要望があったことを明らかにしている。
なお、関西広域連合では2016年5月にも経営分離される並行在来線などの課題について考え方を示す方針であったという。
与党PTの方針が決定した後、小浜市は小浜線が並行在来線問題の対象となることもあり「遊びや通勤・通学の範囲が広がる」というメリットがある反面で「小浜線がどうなるのか少し心配」という沿線住民の声もあった。
一方、2016年12月21日のJR西日本社長会見においては、並行在来線は「ルートの方向付けがされた段階なので、特定の線区の扱いをまだ声高に言う時期ではない。全くの白紙」としている。その背景にFGTの導入の不透明な背景で「敦賀開業時は難しく、当初予定の25年度も非常に難しいと思う。どのタイミングで導入可能なのかは読みにくいし、現時点で全く分からない」との見解であり、沿線自治体との調整を今後している方針であると述べた。
滋賀県に関しては、「琵琶湖若狭湾快速鉄道」という近江今津駅 - 上中駅間を繋ぐ路線の促進運動もあったが、「小浜・京都ルート」に決定したことで小浜市側から予算が出ないことから、運動も中止となった。要望看板も撤去されている。